# Vitter Kapelle

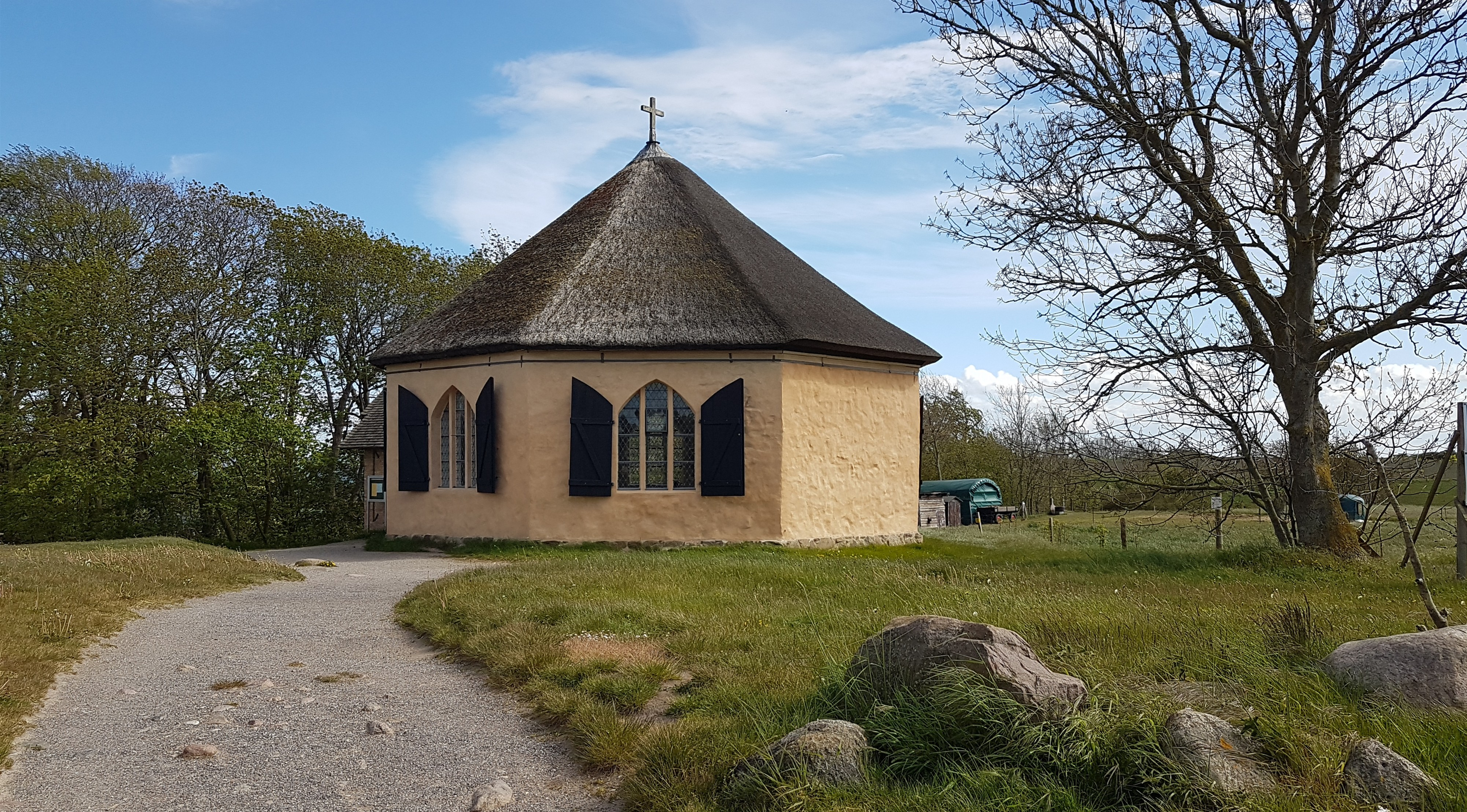
Vitter Kapelle in neuer Farbgebung

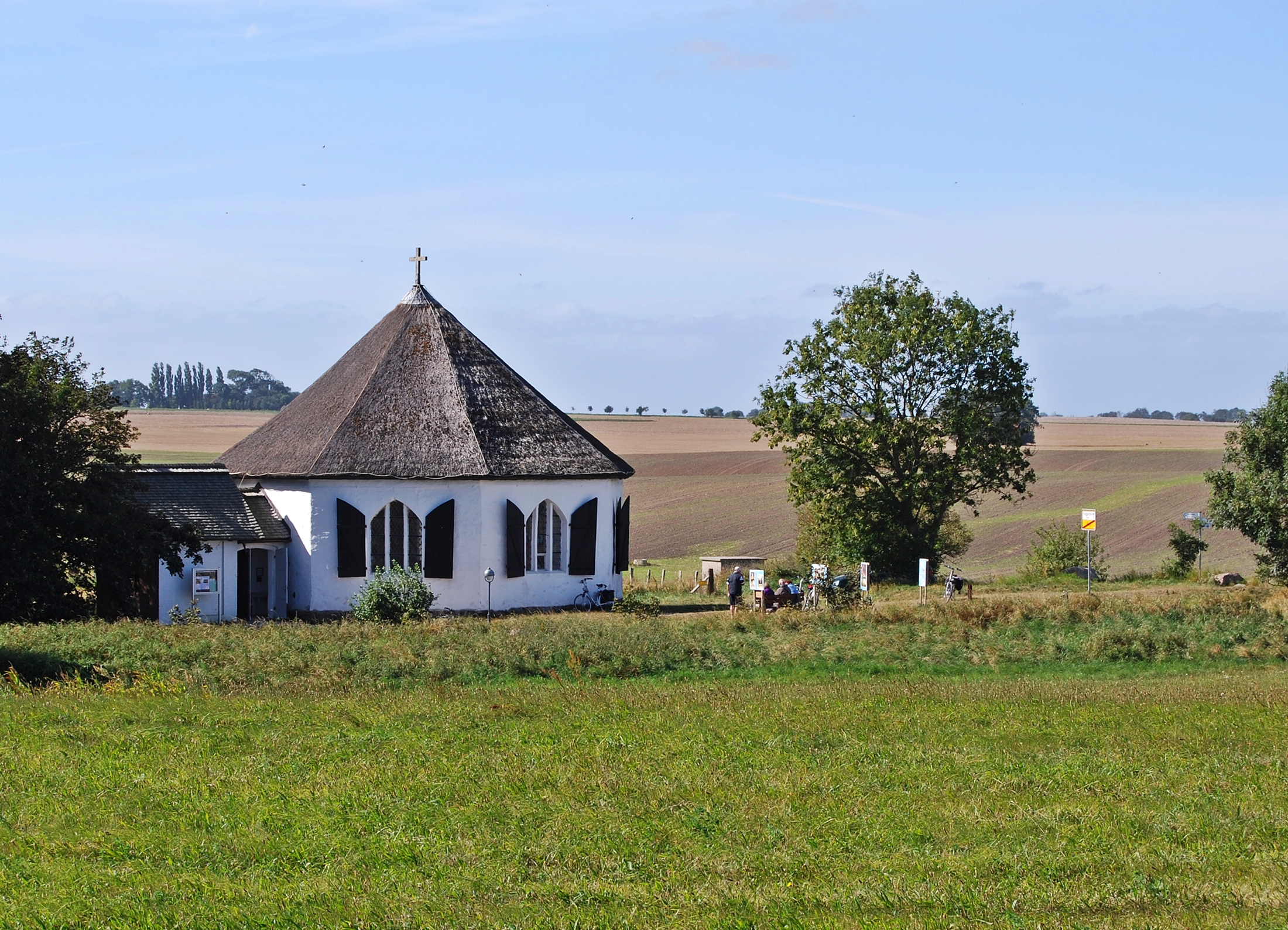
Vitter Kapelle in alter Farbgebung (bis 2017)

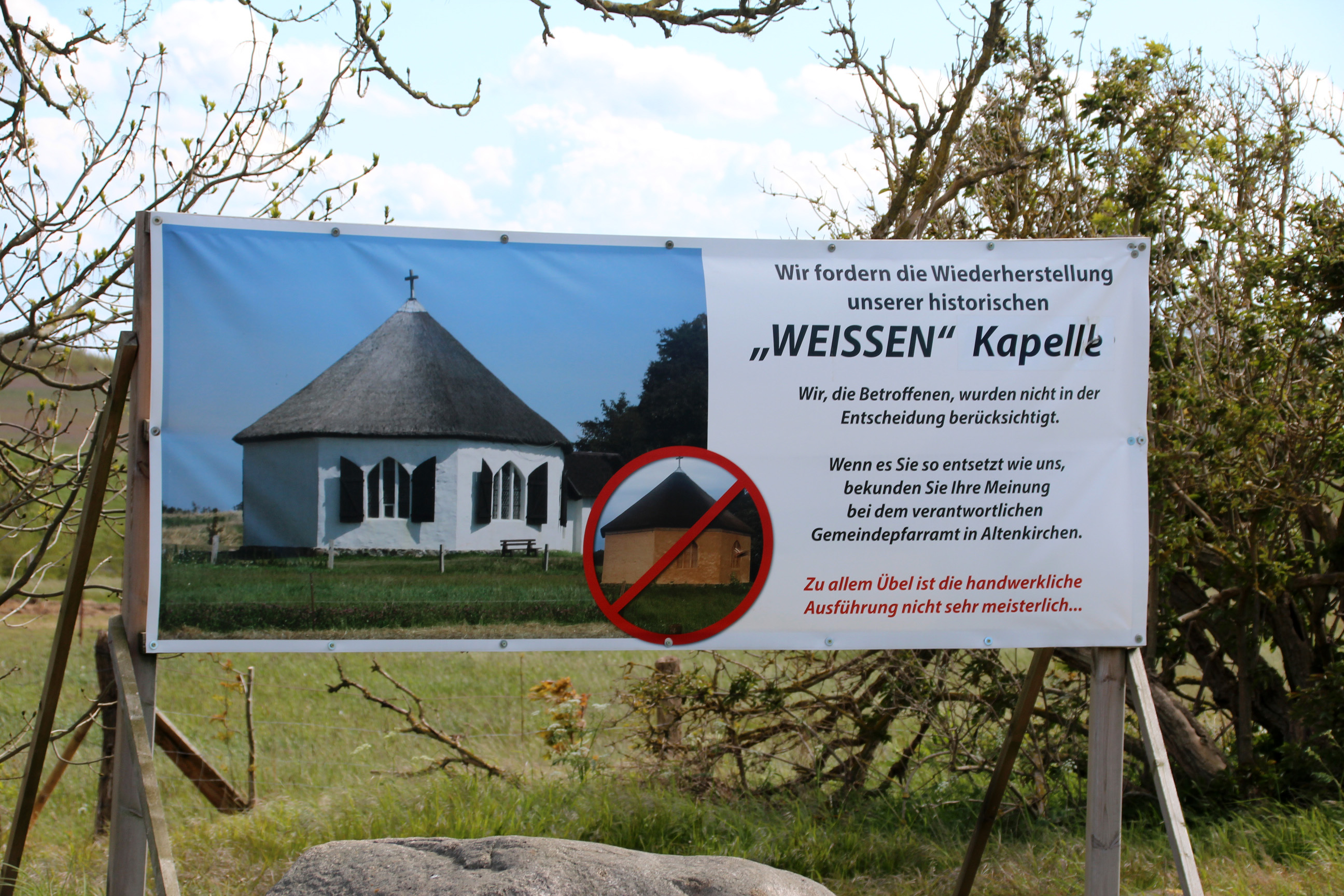
Protestplakat wegen neuer Farbgebung

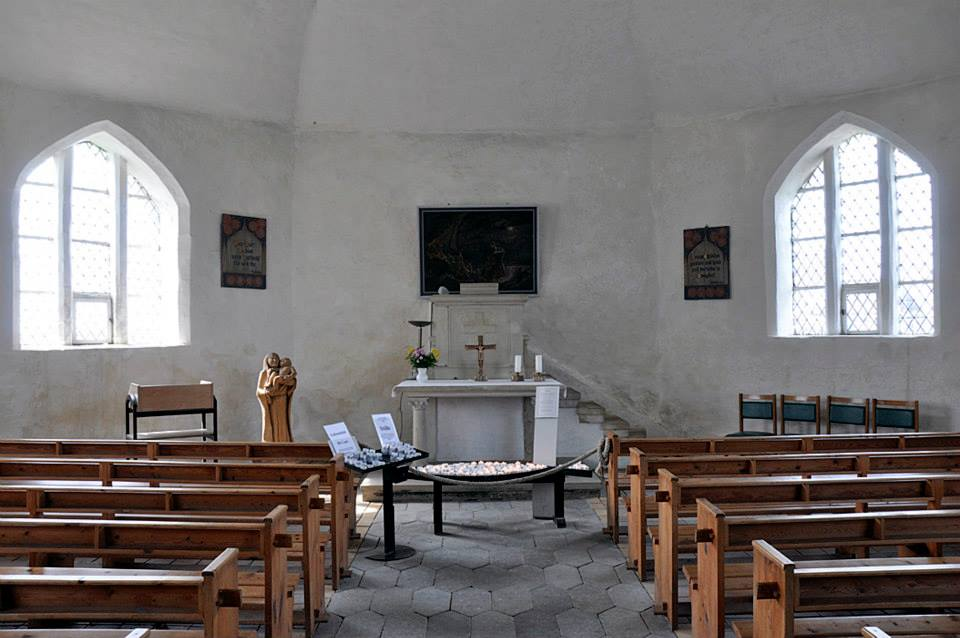
Innenraum

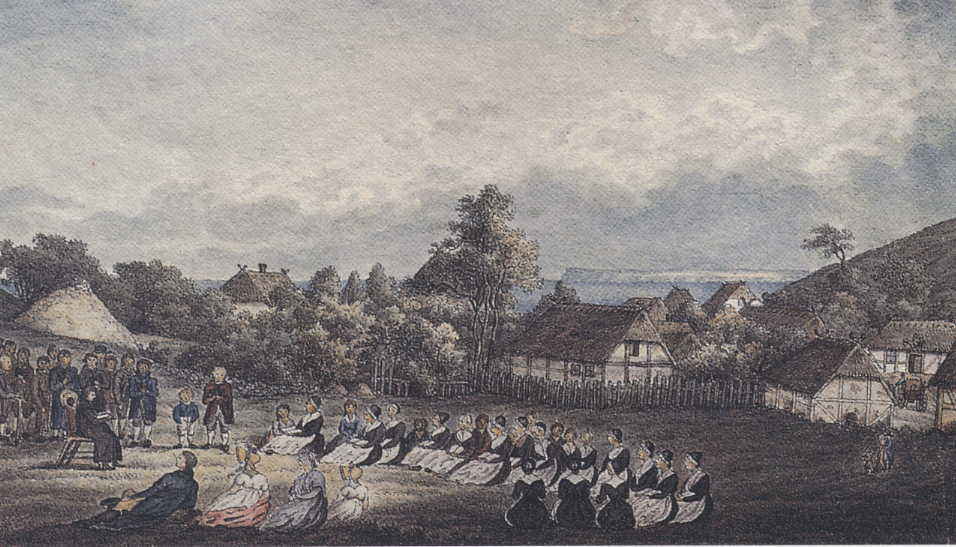
Uferpredigt bei Vitt. (Aquarell von Theodor Schwarz)

Die Vitter Kapelle liegt oberhalb des gleichnamigen Fischerdorfes Vitt, rund ein Kilometer südöstlich von Putgarten, und gehört zur Kirchengemeinde Altenkirchen in der Propstei Stralsund des Pommerschen Evangelischen Kirchenkreises.
Die Kapelle ist für Touristen nur zu Fuß, mit dem Fahrrad oder der Arkonabahn Richtung Kap Arkona von Putgarten aus erreichbar.

## Geschichte
Der Pfarrer und Schriftsteller Ludwig Gotthard Kosegarten erhielt 1792 nach seiner Ordinierung das Pfarramt in Altenkirchen. Er vermisste die Fischer von Vitt bei seinen Predigten in der Kirche von Altenkirchen, die während der Heringssaison keine Zeit hatten, die Küste zu verlassen. Kosegarten erfüllte seinen seelsorgerischen Auftrag, indem er zu den Fischern ans Steilufer des Kap Arkona ging, um dort Gottesdienst unter freiem Himmel zu halten. Wegen Regen oder stürmischen Wetters fanden die Uferpredigten in einer Fischerhütte statt. 1804 gab es nur drei der acht Gottesdienste zur Heringszeit unter freiem Himmel.
Beim schwedischen Generalgouverneur Wilhelm Malte I., Fürst zu Putbus beklagte sich Kosegarten über die Störungen des Gottesdiensts durch Regen, Wind und Tierstimmen. Im September 1804 verfasste er ein Gesuch an den schwedischen König König Gustav IV. Adolf und bat darin um Hilfe bei der Errichtung eines Bethauses. Dem Gesuch wurde im April 1805 stattgegeben. Der König stellte den Bauplatz sowie Bauholz aus seinen Forsten zur Verfügung. Um die Geldmittel für den Bau zu erhalten, verfasste Kosegarten umgehend einen Spendenaufruf, der von zahlreichen Prominenten unterzeichnet wurde. In einem Brief an den Generalgouverneur schrieb er im Januar 1806 enttäuscht, er erfahre in seiner Umgebung „eine abschreckende Kälte, um nicht zu sagen einen entschiedenen Widerwillen“ gegen sein Vorhaben, dagegen sei dieses unter Künstlern begeistert begrüßt worden. Insbesondere „ein berühmter Dresdner Künstler“ habe ihm sofort eine Anzahl von Grundrissen und Zeichnungen zugeschickt, wie ein solches Gebäude außen und innen ausgestaltet sein könne. Zugleich habe dieser Künstler versprochen, unentgeltlich ein passendes Gemälde für das Innere des Bethauses anzufertigen. Allerdings reichten die Kosegarten zur Verfügung stehenden Geldmittel nicht aus, um auf diese Ideen einzugehen.
Die Kunsthistorikerin Birte Frenssen ging in einem Beitrag von 2010 davon aus, dass mit diesem Künstler „zumindest wahrscheinlich“ Caspar David Friedrich gemeint war. Bereits 1963 hatte Gerhard Eimer geschrieben, es sei „nicht ausgeschlossen“, dass eine Serie von neun Zeichnungen Friedrichs, die im Germanischen Nationalmuseum aufbewahrt wird, mit dem Bauvorhaben in Vitt im Zusammenhang stehe. Johannes Grave erklärte diese Annahme in einem Aufsatz für die Zeitschrift für Kunstgeschichte 2002 jedoch für unhaltbar, da das schließlich errichtete Gebäude kaum Ähnlichkeit mit Friedrichs Zeichnungen habe, Kosegarten einen Plan Friedrichs in seinen veröffentlichten Schriften nicht erwähnt habe und auch die topografische Situation in Vitt nicht zu den Zeichnungen passe. Frenssen hält fest, ob diese Zeichnungen etwas mit dem Kapellenbau in Vitt zu tun hätten, sei nicht mit Sicherheit festzustellen. Dagegen spreche die Ausstattung mit Kanzel und Altar, die Kosegarten für sein Bethaus nie vorgesehen hatte, dafür die Anlage eines vorgelagerten Hains in einer der Zeichnungen, der Kosegartens Vorstellungen von der Natur als Vorhof der Kirche widerspiegle. Jedenfalls seien die kleinformatigen Grundrisse aber in einem sehr frühen Planungsstadium entworfen worden, gleichsam als Anregung.
Im Frühjahr 1806 wandte sich Kosegarten an seinen Freund Johann Gottfried Quistorp mit der Bitte, „ihm einen möglichst einfachen und dauerhaften Plan zu entwerfen“. Der Universitätsbaumeister schlug vor, in eine nahe am Meer gelegene Schlucht mit dem vorhandenen Felsgestein eine gewölbte Grotte zu bauen. Unterdessen legte der Gouverneur den vom Landbaumeister Lorentz Andreas Christian Rühs († nach 1814) bereits ausgearbeiteten Riss vor und drang auf dessen Umsetzung. Vorgesehen war nun ein Fachwerkbau in Achteckform, der in der Bauausführung einen solideren Steinbau aus gesprengten Feldsteinen und gebrauchten Ziegelsteinen vorsah. Kosegarten konnte nur einen kleinen Teil der Bausumme durch Spenden begleichen. Er musste mit seinem eigenen Vermögen einstehen.  Die Schulden belasteten ihn bis zum Tod. Erst seine Erben konnten den aufgenommenen Kredit abbezahlen. In ihrer heutigen Gestalt steht die Uferkapelle mit weiß getünchten Wänden und einem Reetdach über dem Meer.

## Baulichkeiten und Ausstattung
Die Kapelle ist ein einfacher oktogonaler Bau mit Reetdach (früher mit Holzschindeln gedeckt). Bis 2017 waren die Außenwände weiß getüncht. Im Zuge der grundlegenden Sanierung der Kapelle wurde 2017 restauratorisch festgestellt, dass die Kapelle ursprünglich nur gekalkt war und nach der Errichtung des Vorbaus einen terrakottafarbenen Anstrich erhielt. Deswegen beschloss der Kirchgemeinderat im Juli 2017, der Empfehlung des Landesamtes für Denkmalpflege folgend, die bis dahin weiße Außenfarbe durch diese Farbgebung ersetzen zu lassen – was zu einer leidenschaftlich geführten Kontroverse innerhalb der Gemeinde führte.
Der Innenraum ist sehr schlicht gehalten. Größere Schmuckelemente sind der Kanzelaltar und ein gusseisernes Kruzifix. Über dem Altar befindet sich eine vom Stralsunder Maler Erich Kliefert (1893–1994) gefertigte Kopie des Bildes „Petrus auf dem Meer“ von Philipp Otto Runge, welches im Jahr 1805 von Pastor Kosegarten als Altarbild in Auftrag gegeben wurde. Das Original blieb nach dem Tod Runges 1810 in Hamburg und befindet sich derzeit im Besitz der Kunsthalle Hamburg.
Im Jahr 1990 kam das Wandgemälde „Menschen im Sturm“ vom italienischen Künstler Gabriele Mucchi hinzu.

## Drehort
Szenen des DEFA-Spielfilms Schatten über den Inseln (Regie: Otto Meyer) wurden 1952 im Umfeld der Kapelle gedreht.